# 遊佐就家
遊佐 就家（ゆさ ひろいえ/なりいえ）は、室町時代後期から戦国時代にかけての武将。総州畠山氏の家臣。河内国守護代。

## 生涯
遊佐氏は代々河内守護代を務めていたが、享徳4年（1455年）の畠山持国の死後、畠山義就（後の総州畠山氏）と、畠山政長ら（後の尾州畠山氏）の家督争いが激化する。
若江城の城主であり河内守護代であった遊佐国助は畠山義就を支持し、同族の遊佐長直らが支持する畠山政長との戦いを優勢に進めた。しかし、長禄4年（1460年）5月の紀伊国での根来衆との戦いで義就方の遊佐盛久（豊後守）、神保父子（近江入道）・木沢某（山城守）が戦死する。同年10月の大和国の龍田城攻めでは、更に遊佐国助、誉田金宝、誉田祥栄、甲斐庄某が戦死し、劣勢となった畠山義就は河内まで落ち延びて嶽山城に篭った（嶽山城の戦い）。
寛正4年（1463年）、遂に嶽山城が陥落すると、畠山義就は高野山、次いで紀伊、最後に吉野へ逃れ、応仁元年（1467年）には応仁の乱を勃発させる。翌応仁2年（1468年）の義就奉行人連署奉書では木沢助秀・斎藤宗時・遊佐盛貞・誉田就康・遊佐就家の名が見られ、戦死した遊佐国助に代わる遊佐家筆頭として就家の名が現れる。
就家は遊佐氏を率いて、応仁の乱、若江城の戦い、犬田城の戦いなど遊佐長直との合戦を戦い抜き、延徳2年（1490年）に畠山義就が死去すると、跡を継いだ畠山基家を後見した。明応6年（1497年）11月には基家とともに討死したという話が伝わるが、無事だった。
文亀2年（1502年）には遊佐盛貞の子・就盛が河内守を名乗っており、この頃までに死亡したものと見られる。